# Aleksandr Misurkin
Aleksandr Aleksandrowicz Misurkin (ros. Aлександр Aлександрович Мисуркин, ur. 23 września 1977 we wsi Jerszycze w obwodzie smoleńskim) – rosyjski lotnik i kosmonauta, Bohater Federacji Rosyjskiej (2016).

## Życiorys
Urodził się w rodzinie robotników rolnych. Od 1983 mieszkał z matką w obwodzie orłowskim, w 1994 skończył szkołę w Orle, po czym wstąpił do rosyjskich sił zbrojnych. Uczył się w Kaczyńskiej Wyższej Wojskowej Szkole Lotniczej dla Pilotów, w 1998 ukończył ze złotym medalem Wojskowy Instytut Lotniczy w Armawirze, później pracował w Wojskowym Instytucie Lotniczym w Tichoriecku jako lotnik, starszy lotnik i dowódca klucza. Od października 2009 do października 2006 był instruktorem lotniczym. 

## Kariera astronauty
11 października 2006 został wyselekcjonowany jako kandydat na kosmonautę, od lutego 2007 do czerwca 2009 przechodził podstawowe przysposobienie w Centrum Wyszkolenia Kosmonautów im. J. Gagarina w Gwiezdnym Miasteczku i w sierpniu 2009 został mianowany kosmonautą-badaczem. Od sierpnia 2009 do lutego 2011 przechodził zaawansowane szkolenie specjalizacji Międzynarodowego Programu Kosmicznego. W lipcu 2012 w związku z przekształceniem Centrum Wyszkolenia Kosmonautów w strukturę cywilną został przeniesiony do rezerwy w stopniu podpułkownika. Od 28 marca do 11 września 2013 jako inżynier pokładowy uczestniczył w misji Sojuz TMA-08M/ISS-35/ISS-36 na Międzynarodową Stację Kosmiczną. Spędził wówczas w kosmosie 166 dni, 6 godzin i 15 minut. Odbył trzy spacery kosmiczne. W październiku 2013 wyznaczono go kierownikiem grupy instruktorów-kosmonautów w Centrum Wyszkolenia Kosmonautów im. Gagarina. Dwukrotnie (w 2012 i 2016) był w składzie zapasowych załóg. 26 sierpnia 2016 otrzymał tytuł „Lotnik-Kosmonauta Federacji Rosyjskiej” oraz „Bohater Federacji Rosyjskiej„, a 28 grudnia 2013 honorowe obywatelstwo Orła.
Od 12 września 2017 do 28 lutego 2018 jako dowódca brał udział w misji Sojuz MS-06/ISS-53/ISS-54, trwającej 168 dni, 5 godzin i 14 minut. W jej trakcie raz wychodził w otwartą przestrzeń kosmiczną.
Łącznie spędził w kosmosie 334 dni, 11 godzin i 29 minut.